# Irish Juniors 2012
Das Irish Juniors 2012 als bedeutendstes internationales Nachwuchsturnier von Irland im Badminton fand vom 7. bis zum 9. September 2012 in Dublin statt.

## Sieger und Platzierte
| Disziplin    | Gold                               | Silber                             | Bronze                        |
| ------------ | ---------------------------------- | ---------------------------------- | ----------------------------- |
| Herreneinzel | Jonathan Dolan                     | Joshua Magee                       | Bruno Carvalho                |
| Herreneinzel | Jonathan Dolan                     | Joshua Magee                       | Adam Hall                     |
| Dameneinzel  | Rachael Darragh                    | Alannah Stephenson                 | Sónia Gonçalves               |
| Dameneinzel  | Rachael Darragh                    | Alannah Stephenson                 | Rebekka Findlay               |
| Herrendoppel | Josh Neil Ben Torrance             | Jonathan Dolan David Walsh         | Martin Io Wai Lau Liam Oleary |
| Herrendoppel | Josh Neil Ben Torrance             | Jonathan Dolan David Walsh         | Ciaran Chambers Joshua Magee  |
| Damendoppel  | Ellen Mahenthiralingam Aimee Moran | Rachael Darragh Alannah Stephenson | Sara Boyle Fionnuala McCourt  |
| Damendoppel  | Ellen Mahenthiralingam Aimee Moran | Rachael Darragh Alannah Stephenson | Caroline Black Keady Smith    |
| Mixed        | Ciaran Chambers Caroline Black     | Adam Hall Caitlin Gilmour          | Josh Neil Rebekka Findlay     |
| Mixed        | Ciaran Chambers Caroline Black     | Adam Hall Caitlin Gilmour          | Daniel Clark Aimee Moran      |